# Chowańców Wierch
Chowańców Wierch (słow. Chovancov vrch) – wzgórze po północnej stronie słowackiej miejscowości Jaworzyna Tatrzańska, znajdujące się w widłach rzeki Białka i jej dopływu Jaworowego Potoku. Nazwa pochodzi od nazwiska Chowaniec, które jest jednym z najczęściej występujących w pobliskiej, polskiej miejscowości Jurgów. Dawniej bowiem całe wzgórze Chowańców Wierchu i złączonego z nim Skoruśniaka użytkowane było przez jurgowian. Od Tatr Chowańców Wierch oddzielony jest Rowem Podspadzkim. Nie należy do Tatr, lecz do Pogórza Spiskiego. W 1924 decyzją Ligi Narodów całe to wzgórze, jak również użytkowana dawniej przez jurgowian część Tatr (tzw. Dobra Jaworzyńskie) zostały przyznane Czechosłowacji.
Chowańców Wierch wznosi się na wysokość 1039 m n.p.m. i ma mało strome stoki i bardzo rozległy, niemal płaski grzbiet. Jest zalesiony, ale znajdowało się na nim kilka polan. Większość z nich wskutek nieużytkowania zarasta lasem. Nie zagraża to tylko znajdującej się na jego szczycie Maćkowej Polanie. W 1977 bowiem rząd Czechosłowacji wybudował na niej komfortowy hotel „Poľana” i towarzyszące mu budynki pomocnicze. Do 1989 r. obiekt ten był własnością Komunistycznej Partii Czechosłowacji i stanowił rządowy, zamknięty ośrodek wypoczynkowy. Po rozpadzie Czechosłowacji Słowacy zmienili jego nazwę i przeznaczenie. Obecnie jest to dostępny dla wszystkich hotel „Kolowrat”. Prowadzi do niego z Jaworzyny Tatrzańskiej droga dojazdowa. Od hotelu drogą leśną stokami Chowańców Wierchu i Skoruśniaka zimą prowadzi narciarski szlak turystyczny 

## Szlaki turystyczne
– niebieski z Jaworzyny Tatrzańskiej stokami Chowańcowego Wierchu i Skoruśniaka do doliny Jaworowego Potoku (pomiędzy Podspadami a dawnym przejściem granicznym)